# Нићифор Вријеније
За чланак о његовом истоименом претку, погледајте чланак Нићифор Вријеније.
Нићифор Вријеније (Млађи) (грч. Νικηφόρος Βρυέννιος, 1064/1080 – 1137) је био византијски племић, војсковођа и историчар, са краја XI и почетка XII века. Био је син или унук узурпатора Нићифора Вријенија и супруг Ане Комнине, а 1118. године је био истакнут за наследника трона, после смрти свог таста Алексија Комнина (1081—1118).

## Биографија
Нићифор је рођен вероватно у Хадријанопољу, или око 1064. или око 1080. године. Тачна веза између њега и његовог имењака Нићифора Вријенија (Старијег), који је 1077. године подигао побуну и био проглашен за цара, није тачно утврђена, али се сматра да му је био или син или унук.
Нићифор се око 1097. године оженио Аном Комнином, ћерком цара Алексија I, који је угушио побуну његовог претка. Као војсковођа, он је учествовао у походима које је покретао Алексије и око 1111. године му је додељена висока дворска титула цезара, а носио је и титулу паниперсеваста. После смрти цара Алексија 1118. године, одбио је да учествује у завери против Алексијевог сина Јована II (1118—1143) у корист своје супруге која је желела да влада преко њега.
Нићифор је учествовао у Јовановом походу на Антиохију (1136/1137), након кога је преминуо у Цариграду (1136/1137).
После 1118. године, започео је писање свог историјског дела „Грађа за историју“ (грч. Ὕλη Ἱστορίας или грч. Ὕλη Ἱστοριῶν), које је остало недовршено. Оно започиње владавином Исака I Комнина (1057—1059), а нагло се прекида на дешавањима око 1079. Према речима историчара Борислава Радојчића величајући породицу Комнина, он (Нићифор) ни једног тренутка не заборавља и род Вријенија, посебно свог деду Нићифора. Његовим акцијама посвећује нарочиту пажњу, запостављајући догађаје у којима овај није учествовао.

## Напомена
1. ↑  Алексијева супруга Ирена Дукина и ћерка Ана Комнина су покушале да прогласе Нићифора за новог цара, уместо Алексијевог сина Јована, али у томе нису успеле.
2. ↑  Радојчић заузима став да је однос између двојице Нићифора Вријенија био деда-унук и да је млађи Нићифор рођен 1062. године.